# انبارهای مبدل

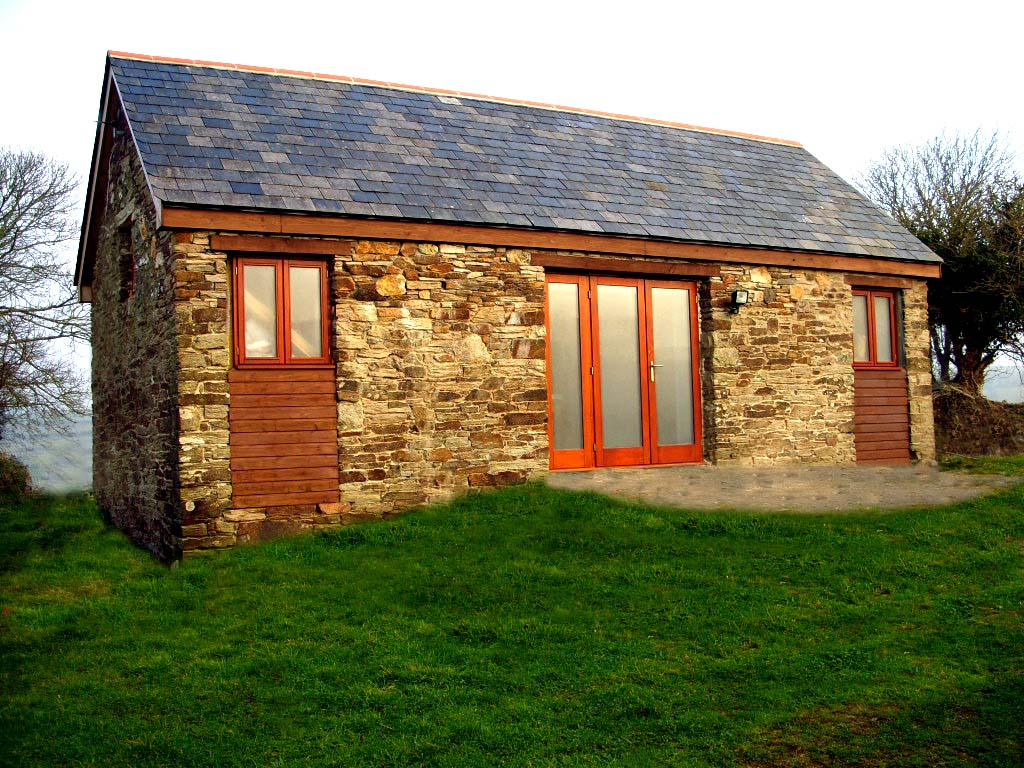
یک انبار تبدیل شده

انبارهای مبدل (به انگلیسی: Converted barn) شامل تبدیل انبارهای کشاورزی قدیمی به ساختارها و ساختمان‌هایی با کاربری تجاری یا مسکونی است.

## تغییر مسکونی مسئولانه
تبدیل انبار به خانه به منزله ضرورت حفظ یکپارچگی تاریخی یک سایت انباری نیست. تبدیل‌های موفقیت‌آمیز می‌توانند اتفاق بیفتند. موفق‌ترین تبدیل انبارهای مسکونی ناشی از ترکیبی از عواملی از جمله انتخاب دقیق انباری است که قرار است تبدیل شود. طبق خدمات پارک ملی ایالات متحده، یک انبار متوسط همراه با پنجره‌هایی با اندازه مناسب که در آن تمامی حجم داخلی تقریباً مورد استفاده قرار می‌گیرد می‌تواند امکان تبدیل موفقیت‌آمیز و با مسئولیت پذیری مناسب از یک انبار را فراهم کند.

## نقدها
در حالی که این پدیده نو از تبدیل انبار در دوره‌های مختلفی از قرن بیستم کاملاً رایج شد، تغییر کاربری یک انبار از مصارف تاریخی کشاورزی آن به مصارف مسکونی، معمولاً نیاز به تغییرات چشمگیر در یکپارچگی انبار دارد و این تغییرات به ندرت ساختار و ارزش تاریخی این انبارها را را حفظ می‌کنند. از آنجایی که بسیاری از طرح‌های قدیمی انبار نسبتاً بدون پنجره بوده‌اند یکی از اضافات مهم در تبدیل انباری برای مصارف مسکونی، پنجره‌ها است. برای اینکه یک انبار برای مصارف مسکونی مناسب شود اغلب باید عایق بندی و پالایش شود و این امر موجب می‌شود حجم داخلی فضا بسیار کاهش یابد. سایر وسایل مسکونی و لوازم جانبی نیز مانند دودکش‌ها اضافه به آن اضافه می‌شوند. محوطه بیرونی انبار غالباً با اضافه شدن فضای پارکینگ، مسیر پارکینگ و محوطه سازی مسکونی تغییر می‌کند. برخی از تبدیل انبارها تا آنجا پیش می‌رود که کلیه سازه اصلی را از بین می‌برد، نمای بیرونی را تغییر می‌دهد و تنها از تکیه گاه‌های داخلی در ساختمان جدید استفاده می‌کند.